# Las Palmas, Hidalgo
Las Palmas är en ort i Mexiko.   Den ligger i kommunen Acatlán och delstaten Hidalgo, i den sydöstra delen av landet, 110 km nordost om huvudstaden Mexico City. Las Palmas ligger 2 138 meter över havet och antalet invånare är 321.
Terrängen runt Las Palmas är platt norrut, men söderut är den kuperad. Runt Las Palmas är det tätbefolkat, med 476 invånare per kvadratkilometer. Närmaste större samhälle är Tulancingo, 7,1 km sydost om Las Palmas. Omgivningarna runt Las Palmas är en mosaik av jordbruksmark och naturlig växtlighet.